# Saint-Jean-sur-Reyssouze
Saint-Jean-sur-Reyssouze – miejscowość i gmina we Francji, w regionie Owernia-Rodan-Alpy, w departamencie Ain.

## Demografia
Według danych na styczeń 2012 roku gminę zamieszkiwało 750 osób, a gęstość zaludnienia wynosiła 27,3 osób/km².